# ラウンドトップ
ラウンドトップ（ROUNDTOP）は、日本のマスキングテープのブランド。

## 製造
丸天産業株式会社　ラウンドトップ事業部
所在地は、広島県福山市東手城町2-5-25
元々は、食品ラベル・工業用シールを製造していたメーカーで、
型抜き「katanuki」と呼ばれるテープ左右の端がまっすぐでない、端がギザギザした型抜き、
ダイカットと呼ばれるマスキングテープを開発したメーカーとして知られる。
装飾用、ラッピング系のマスキングテープ製造に強く、特に装飾用マスキングテープの業界に
本格的な高品質カラー印刷を持ち込んだメーカーとしても知られている。
また、OEM製造も多数請け負っている。

## 沿革
- 2012年3月24日 - ラウンドトップ事業開始 シールシリーズ発売開始
- 2013年4月17日 - マスキングテープシリーズ発売開始
- 2014年11月1日 - 台湾 小径文化社商品取扱開始 スタンプシリーズ発売開始
- 2014年12月5日 - メモパッド付箋発売開始
- 2014年12月8日 - ウォールステッカーシリーズ発売開始
- 2015年2月26日 - 縦ミシン入マスキングテープ LINEシリーズ発売開始
- 2016年4月3日 - タツノコプロ コラボレーション商品発売開始